# アルフ・シェーベルイ
アルフ・シェーベルイ(Alf Sjöberg,1903年6月21日 - 1980年4月16日)はスウェーデン・ストックホルム出身の映画監督・脚本家。スウェーデンにおいて、数々の優れたモノクロ作品を制作した。
1944年の『もだえ』と1951年の『令嬢ジュリー』でカンヌ国際映画祭グランプリを受賞している。

## 主な監督作品
- もだえ Hets (1944)
- 令嬢ジュリー Fröken Julie (1951)